# Liste de peintures d'Élisabeth Vigée Le Brun
Cette page fournit une liste chronologique de tableaux de la peintre française Élisabeth Vigée Le Brun (1755-1842).

## Une carrière fulgurante
| Tableau | Type                | Titre | Date                | Technique                                                  | Dimensions            | Référence                                                              | Lieu de conservation                                            |
| ------- | ------------------- | --- | ------------------- | ---------------------------------------------------------- | --------------------- | ---------------------------------------------------------------------- | --------------------------------------------------------------- |
|         | Portrait            | Alexandre Joseph Falcoz, comte de la Blache                                                                                            | 1770                | huile sur toile                                            | 78 × 62 cm            | SIEFAR                                                                 | Collection privée                                               |
|         | Portrait            | La Vicomtesse de la Blache | 1770                | huile sur toile                                            | 78 × 62 cm            | SIEFAR                                                                 | Collection privée                                               |
|         | Portrait            | Autoportrait à l'âge de 16 ans | 1771                | pastel sur papier bleu                                     | 39 × 29 cm            | Catalogue Christie's                                                   | Collection privée Vente Christie's 2013                         |
|         | Portrait            | Le Frère de l'artiste | 1773                | huile sur toile                                            | 62 × 50 cm            | Musée                                                                  | Musée d'art de Saint-Louis                                      |
|         | Portrait            | Portrait de la mère de l'artiste |                     | huile sur toile                                            | 65 × 54 cm            | Catalogue Christie's                                                   | Collection privée Vente Christie's 2012                         |
|         | Portrait            | Portrait de femme en manteau de satin blanc bordé de fourrure portrait présumé de Rose Bertin, modiste de Marie Antoinette (1744-1813) |                     | huile sur toile                                            | 65 × 54 cm            | Catalogue Batguano                                                     | Collection privée Vente Audap et Mirabeau 2014                  |
|         | Portrait            | Louis-Stanislas-Xavier de France comte de Provence (1755-1824)                                                                         | 1773                | huile sur toile                                            | 80 × 65 cm ovale      | Notice du musée                                                        | musée national du château de Versailles                         |
|         | Portrait            | Portrait de Marie-Louise de Robien | 1774                | huile sur toile                                            | 91 × 73 cm            | Musée                                                                  | Musée Cognacq-Jay, Paris                                        |
|         | Portrait            | Portrait présumé de l'Abbé Jean Baptiste François Giroux                                                                               | 1774                | huile sur toile                                            | 81,5 x 65 cm          | Artcurial                                                              | Collection privée Vente Artcurial 20-03-2024, lot 129           |
|         | Portrait            | Portrait présumé du Comte de Brie | 1774                | huile sur toile                                            | 73,5 x 60,5 cm        | Sotheby's                                                              | Collection privée. Vente Sotheby's 11-06-2025. Lot 39           |
|         | Portrait            | Portrait de Monsieur Jean-Baptiste Coulon, seigneur de la Grange-aux-Bois                                                              | 1774                | pastel sur papier marouflé sur toile                       | 59,5 × 46 cm          | Gazette Drouot                                                         | Enchères, Auxerre Enchères, 4 septembre 2022, lot 77            |
|         | Allégorie           | Allégorie de la Poésie | 1774                | huile sur toile                                            | 80 × 65 cm            | Artcurial MET                                                          | Collection privée (Vente Artcurial, 23 septembre 2025, lot 214) |
|         | Portrait            | André Hercule de Fleury, cardinal (1653-1743) d'après Hyacinthe Rigaud                                                                 | 1775                | huile sur toile                                            | 63 × 52 cm            | Musée                                                                  | musée national du château de Versailles                         |
|         | Portrait            | Portrait de jeune femme | 1775                | huile sur toile                                            | 76 × 63 cm            | Base Joconde                                                           | musée des beaux-arts de Caen                                    |
|         | Portrait            | Jean de la Bruyère | 1775                | huile sur toile                                            | 63 × 52 cm            | Musée                                                                  | musée national du château de Versailles                         |
|         | Portrait            | Portrait d'Antoinette Savalette de Magnanville                                                                                         | 1776                | pastel sur papier                                          | 86 × 62 cm avec cadre | Base Joconde                                                           | musée Promenade de Marly-le-Roi Louveciennes                    |
|         | Portrait            | Portrait de l'acteur Pierre-Louis Dubus dit Préville dans le rôle de Mascarille dans L'Etourdi de Molière                              | 1776                | huile sur toile                                            | 81 × 65 cm            | Connaissance des arts HS n° 686                                        | Collection de la Comédie Française                              |
|         | Portrait            | Le Prince de Nassau | 1776                | huile sur toile                                            | 25 × 21 in            | Musée                                                                  | musée d'art d'Indianapolis                                      |
|         | Portrait            | Portrait d'une petite fille peut-être Sophie de Bourbon ('Mademoiselle d'Artois') (1776-1783)                                          | 1777                | huile sur toile                                            | 63 × 53 cm            | Base Rkd                                                               | Collection privée Vente Eric Beaussant 2009                     |
|         | Portrait            | Portrait d'une jeune musicienne | 1777                | huile sur toile                                            | 92 × 73 cm            | Stair Sainty, Londres                                                  | Localisation actuelle inconnue                                  |
|         | Portrait            | Archiduchesse Marie Antoinette (1755-1793), reine de France                                                                            | 1778                | huile sur toile                                            | 273 × 193 cm          | Musée                                                                  | Kunsthistorisches Museum, Vienne                                |
|         | Portrait            | Joseph Vernet | 1778                | huile sur toile                                            | 92 × 72 cm            | Base Joconde                                                           | Paris, musée du Louvre                                          |
|         | Allégorie           | L'Innocence se réfugiant dans les bras de la Justice                                                                                   | 1779                | pastel                                                     | 104 × 130 cm          | musée                                                                  | musée des Beaux-Arts d'Angers                                   |
|         | Portrait            | Portrait de la comtesse Marie-Thérèse Antoinette de Cluzel                                                                             | 1779                | huile sur toile                                            | 64 × 52,5 cm          | musée                                                                  | musée des Beaux-Arts de Chartres                                |
|         | Portrait            | Jeune femme portant un voile rayé | vers 1779           | huile sur toile                                            | 54 × 45 cm            | Connaissance des arts HS n° 686                                        | musée du Louvre                                                 |
|         | Portrait            | Alexandre Marie Léonor de Saint-Mauris-Montbarrey                                                                                      | 1779                | Pastel sur cinq feuilles de papier bleu marouflé sur toile | 80 × 64 cm            | Musée                                                                  | musée national du château de Versailles                         |
|         | Allégorie           | La Paix ramenant l'Abondance | 1780                | huile sur toile                                            | 102 × 132 cm          | Base Joconde                                                           | Paris, musée du Louvre                                          |
|         | Portrait            | Portrait de Madame Lesould | 1780                | huile sur toile                                            | 72 × 56 cm            | Base Joconde                                                           | musée des beaux-arts d'Orléans                                  |
|         | Portrait            | Anne Catherine Le Preudhomme de Chatenoy Comtesse de Verdun avec atelier                                                               | 1780-1782           | huile sur toile                                            | 66 × 53 cm            | Finish Art Collection                                                  | Musée Sinebrychoff, Helsinki                                    |
|         | Portrait            | Portrait d'une dame dite Jeanne de Valois comtesse de la Motte                                                                         | vers 1780           | huile sur toile                                            | 74 × 60 cm            | Catalogue Sotheby's                                                    | Collection privée Vente Sotheby's 2017                          |
|         | Portrait            | Portrait de Madame du Barry | 1781                | huile sur panneau de bois                                  | 69 × 51 cm            | Musée                                                                  | Philadelphia Museum of Art                                      |
|         | Mythologie          | Junon demandant à Vénus de lui prêter sa ceinture magique                                                                              | 1781                | huile sur toile                                            | 147,3 × 113,5 cm      | Vente, Collection Rives I Sotheby's, Paris 11 décembre 2019, lot no 3  | Collection privée                                               |
|         | Portrait            | Portrait de la comtesse du Barry née Jeanne Bécu, au chapeau de paille                                                                 | vers 1782           | huile sur toile marouflée sur bois                         | 86 × 66 cm            | Connaissance des arts n° 686                                           | Collection particulière, Paris                                  |
|         | Portrait            | Autoportrait | vers 1781           | huile sur toile                                            | 65 × 54 cm            | Musée                                                                  | Fort Worth, Musée d'art Kimbell                                 |
|         | Portrait            | Portrait présumé de la fille de l'artiste Louise Lebrun (1780-1819)                                                                    | vers 1781           | pastel                                                     | 29 × 24 cm            | Musée                                                                  | Nationalmuseum, Stockholm                                       |
|         | Portrait            | Portrait de Madame de Moreton comtesse de Chabrillan                                                                                   | 1782                | huile sur toile                                            | 68 × 51 cm            | Catalogue Heritage                                                     | Collection privée Vente Heritage 2006                           |
|         | Portrait            | Portrait de la princesse Elisabeth de France sœur de Louis XVI                                                                         | 1782                | huile sur toile                                            | 76 × 61 cm            | Musée                                                                  | Tokyo, Fuji Art Museum                                          |
|         | Portrait            | Elisabeth-Philippe-Marie-Hélène de France dite Madame Elisabeth                                                                        | vers 1782           | huile sur toile                                            | 110 × 82 cm           | Musée                                                                  | musée national du château de Versailles                         |
|         | Portrait            | Autoportrait au chapeau de paille | après 1782          | huile sur toile                                            | 98 × 70 cm            | Musée                                                                  | Londres, National Gallery                                       |
|         | Portrait            | Portrait de la duchesse de Polignac | 1782                | huile sur toile                                            | 92 × 73 cm            | Musée                                                                  | musée national du château de Versailles                         |
|         | Portrait            | Martine-Gabrielle-Yoland de Polastron (1745–1793) duchesse de Polignac                                                                 | 1783                | huile sur toile                                            | 98 × 71 cm            | Musée                                                                  | Waddesdon Manor, Aylesbury                                      |
|         | Portrait            | Portrait de la comtesse Kagenek en Flore                                                                                               | 1783                | huile sur toile                                            | 75 × 62 cm            | Musée                                                                  | Fondation Bemberg, Toulouse                                     |
|         | Portrait            | Madame du Barry | 1782                | huile sur toile                                            | 115 × 89 cm           | Musée                                                                  | National Gallery of Art, Washington                             |
|         | Portrait            | Marie-Antoinette, en robe à paniers | 1783                | huile sur toile                                            | 276 × 193 cm          | Base Joconde                                                           | musée national du château de Versailles                         |
|         | Portrait            | Marie-Antoinette en gaulle | salon de 1783       | huile sur toile                                            | 90 × 72 cm            | Connaissance des arts HS n° 686                                        | Maison de Hesse, Kronberg im Taunus                             |
|         | Portrait            | La Reine Marie-Antoinette dit "à la Rose" (1755-1793)                                                                                  | 1783                | huile sur toile                                            | 113 × 87 cm           | Base Joconde                                                           | musée national du château de Versailles                         |
|         | Portrait            | Portrait de la maréchale-comtesse de Mailly née Blanche Charlotte Marie Félicité de Narbonne Pelet (1761-1840)                         | 1783                | huile sur toile                                            | 73 × 59 cm ovale      | Catalogue Christie's                                                   | Collection privée Vente Christie's 2018                         |
|         | Portrait            | Marie-Thérèse-Louise de Savoie-Carignan princesse de Lamballe                                                                          | 1782                | huile sur toile                                            | 81 × 60 cm ovale      | Musée                                                                  | musée national du château de Versailles                         |
|         | Portrait            | Portrait de Marie-Louise-Thérèse de Savoie Princesse de Lamballe (1749-1792)                                                           | 1782                | huile sur toile                                            | 78 × 64 cm            | Base Rkd                                                               | Collection privée Vente Audap 2011                              |
|         | Portrait            | Marie-Joséphine-Louise de Savoie comtesse de Provence                                                                                  | après 1783          | huile sur toile                                            | 75 × 61 cm ovale      | Musée                                                                  | musée national du château de Versailles                         |
|         | Portrait            | Madame Grand (Noël Catherine Vorlée, 1761–1835)                                                                                        | 1783                | huile sur toile                                            | 92 × 72 cm            | Musée                                                                  | Metropolitan Museum of Art, New York                            |
|         | Portrait            | Marie-Thérèse et son frère le dauphin                                                                                                  | 1784                | huile sur toile                                            | 117 × 94 cm           | Musée                                                                  | musée national du château de Versailles                         |
|         | Portrait            | Portrait de Joseph Hyacinthe François de Paule de Rigaud, Comte de Vaudreuil                                                           | 1784                | huile sur toile                                            | 104 × 80 cm           | Base Rkd                                                               | Richmond, Virginia Museum of Fine Arts                          |
|         | Portrait            | Portrait de la comtesse de Cérès | 1784                | huile sur toile                                            | 93 × 75 cm            | Musée                                                                  | musée d'art de Toledo                                           |
|         | Portrait            | Portrait de Marie-Gabrielle de Gramont Comtesse de Caderousse                                                                          | 1784                | huile sur bois                                             | 106 × 76 cm           | Musée                                                                  | Musée d'art Nelson-Atkins, Kansas City                          |
|         | Portrait            | Portrait de Charles Alexandre de Calonne                                                                                               | 1784                | huile sur toile                                            | 155 × 130 cm          | Collection                                                             | Royal Collection, Royaume-Uni                                   |
|         | Portrait            | André-Ernest-Modeste Grétry, musicien (1741-1813)                                                                                      | 1785                | huile sur toile                                            | 72 × 59 cm            | Musée                                                                  | musée national du château de Versailles                         |
|         | Portrait            | La Comtesse de Clermont-Tonnerre en sultane                                                                                            | 1785                | huile sur bois                                             | 98 × 71 cm            | Notice de prêt au MET                                                  | collection privée                                               |
|         | Portrait            | Portrait de la vicomtesse de Vaudreuil Victoire-Pauline de Riquet de Carama épouse de Jean-Louis, vicomte de Vaudreuil                 | 1785                | huile sur bois                                             | 81 × 63 cm            | Musée                                                                  | Getty Center, Los Angeles                                       |
|         | Portrait            | Antoinette-Elisabeth-Marie d'Aguesseau comtesse de Ségur                                                                               | 1785                | huile sur toile                                            | 92 × 73 cm            | Musée                                                                  | musée national du château de Versailles                         |
|         | Portrait            | Portrait de la baronne de Crussol | 1785                | huile sur bois                                             | 114 × 84 cm           | Base Joconde                                                           | musée des Augustins de Toulouse                                 |
|         | Portrait Mythologie | Bacchante Portrait de Sophie de Tott                                                                                                   | 1785                | huile sur toile                                            | 114 × 84 cm           | Musée                                                                  | Clark Art Institute, Williamstown                               |
|         | Portrait            | Bacchante | 1785                | huile sur bois                                             | 109 × 88 cm           | Musée                                                                  | musée Nissim-de-Camondo, Paris                                  |
|         | Portrait            | Madame Suzanne Vigée, née Rivière | 1785                | huile sur toile                                            | 56 × 46 cm            | Notice de prêt au MET                                                  | Collection privée                                               |
|         | Portrait            | Marie-Antoinette, reine de France (1755-1793)                                                                                          | 1785-1789           | huile sur toile                                            | 278 × 192 cm          | Musée                                                                  | musée national du château de Versailles                         |
|         | Portrait            | Portrait de Madame Molé-Reymond actrice de la Comédie italienne                                                                        | 1786                | huile sur bois                                             | 104 × 76 cm           | Musée                                                                  | Paris, musée du Louvre                                          |
|         | Portrait            | Marie Renée Louise de Fouquet (1778-1845)                                                                                              | 1786                | huile sur toile                                            |                       | Base Atheneum                                                          | Collection privée                                               |
|         | Portrait            | Portrait du comte d'Espagnac | 1786                | huile sur toile                                            | 65 × 54 cm ovale      | Base Rkd                                                               | Londres, Wallace Collection                                     |
|         | Portrait            | Madame Vigée le Brun et sa fille | 1786                | huile sur bois                                             | 105 × 84 cm           | Base Joconde                                                           | Paris, musée du Louvre                                          |
|         | Portrait            | Marguerite Baudard de Saint James, marquise de Puységur, en laitière                                                                   | 1786                | huile sur panneau                                          | 105,4 × 74,3 cm       | Notice du musée                                                        | Notre Dame (Indiana), Snite Museum of Art (en)                  |
|         | Portrait            | Marie-Antoinette, reine de France, et ses enfants                                                                                      | 1787                | huile sur toile                                            | 275 × 216 cm          | Musée                                                                  | musée national du château de Versailles                         |
|         | Portrait            | Alexandre Charles Emmanuel de Crussol-Florensac (1743-1815)                                                                            | 1787                | huile sur bois                                             | 90 × 65 cm            | Musée                                                                  | Metropolitan Museum of Art, New York                            |
|         | Portrait            | La Marquise de Pezay et la marquise de Rougé avec ses fils Alexis et Adrien                                                            | 1787                | huile sur toile                                            | 123 × 155 cm          | Musée                                                                  | National gallery of art, Washington                             |
|         | Portrait            | Portrait de la comtesse de Béon | 1787                | huile sur toile                                            | 92 × 72 cm            | Clermont-Ferrand, hôtel des ventes, Vassy & Jalenques, 5 décembre 2015 | Collection privée                                               |
|         | Portrait            | Portrait de Julie Le Brun | 1787                | huile sur panneau                                          | 73 × 60 cm            | Exposition au Kimbell art                                              | Collection Michel David-Weill                                   |
|         | Portrait            | Madame Dugazon dans le Rôle de “Nina”                                                                                                  | 1787                | huile sur toile                                            | 146 × 115 cm          | Metmuseum                                                              | Collection privée                                               |
|         | Portrait            | Marie-Antoinette, reine de France (1755-1793)                                                                                          | 1788                | huile sur toile                                            | 271 × 195 cm          | Musée                                                                  | musée national du château de Versailles                         |
|         | Portrait            | Mohammed Dervish Khan | 1788                | huile sur toile                                            | 226 × 137 cm          | Connaissances des Arts HS n° 686                                       | Collection particulière                                         |
|         | Portrait            | Portrait de Geneviève Le Couteulx du Molay                                                                                             | 1788                | huile sur toile                                            |                       | Musée                                                                  | Paris, Musée Nissim de Camondo                                  |
|         | Portrait            | Hubert Robert | 1788                | huile sur toile                                            | 105 × 84 cm           | Musée                                                                  | Paris, Musée du Louvre                                          |
|         | Portrait            | Mademoiselle Brongniart | 1788                | huile sur chêne                                            | 65 × 53 cm            | Musée                                                                  | Londres, National Gallery                                       |
|         | Portrait            | Portrait d'une jeune fille jouant de la lyre                                                                                           | fin des années 1780 | huile sur toile                                            | 88,9 × 72,4 cm        | Musée                                                                  | Cincinnati Art Museum                                           |
|         | Portrait            | Portrait de petite fille | 1788-1790           | huile sur toile                                            | 55 × 45 cm            | Musée                                                                  | musée national d'Art de Catalogne Barcelone                     |
|         | Portrait Allégorie  | Portrait de la chanteuse Luísa Todi | 1789                | huile sur toile                                            | 79 × 62 cm            | Matriznet                                                              | Musée de la musique, Lisbonne                                   |
|         | Portrait            | Louise-Marie-Adélaïde de Bourbon-Penthièvre duchesse d'Orléans                                                                         | 1789                | huile sur toile                                            | 109 × 86 cm           | Musée                                                                  | musée national du château de Versailles                         |
|         | Portrait            | Louise-Marie-Adelaide de Bourbon Duchesse d'Orléans (1753-1821)                                                                        |                     | huile sur toile                                            | 108 × 84 cm           | Base Joconde                                                           | musée des beaux-arts de Marseille                               |
|         | Portrait            | Enfant jouant à l’Emigrette (Portrait présumé de Louis XVII)                                                                           |                     | huile                                                      | 112 × 97 cm           | Notes de musées                                                        | Musée Leblanc-Duvernoy, Auxerre                                 |
|         | Portrait            | Philippe-Henri, marquis de Ségur | 1789                | huile sur bois                                             | 115 × 80 cm           | Base Joconde                                                           | musée national du château de Versailles                         |
|         | Portrait            | Marie Charlotte Louise Perrette Aglaé Bontemps Comtesse de la Châtre (1762–1848)                                                       |                     | huile sur toile                                            | 114 × 88 cm           | Musée                                                                  | Metropolitan Museum of Art New York                             |
|         | Portrait            | Portrait de Madame Rousseau épouse de l’architecte Pierre Rousseau et de sa fille                                                      | 1789                | huile sur bois                                             | 115 × 86 cm           | Base Joconde                                                           | Paris, musée du Louvre                                          |
|         | Portrait            | Madame Perregaux | 1789                | huile sur panneau de chêne                                 | 100 × 78 cm           | Musée                                                                  | Wallace Collection                                              |
|         | Portrait            | Madame d'Aguesseau de Fresnes | 1789                | huile sur bois                                             | 107 × 83 cm           | Musée                                                                  | National Gallery of Art, Washington                             |
|         | Portrait            | Prince Henry Lubomirski (1777-1850) en génie de la renommée                                                                            | 1789                | huile sur chêne                                            | 107 × 83 cm           | Musée                                                                  | Gemäldegalerie (Berlin)                                         |
|         | Portrait            | Portrait de Madame du Barry | 1789-années 1820    | huile sur toile                                            | 130,4 × 97,8 cm       | catalogue Christie's                                                   | Collection privée Vente Christie's, New York, 1er mai 2019      |

## L'exil
| Tableau | Type                | Titre                                                                                    | Date      | Technique                                               | Dimensions       | Référence                         | Lieu de conservation                                        |
| ------- | ------------------- | ---------------------------------------------------------------------------------------- | --------- | ------------------------------------------------------- | ---------------- | --------------------------------- | ----------------------------------------------------------- |
|         | Portrait            | Madame Vigée Le Brun et sa fille                                                         | 1789      | huile sur panneau                                       | 130 × 94 cm      | Base Joconde                      | Paris, musée du Louvre                                      |
|         | Portrait            | Julie Le Brun                                                                            | 1789      | huile sur panneau                                       | 43 × 35 cm       | Base Genusbononiae                | Pinacothèque nationale (Bologne)                            |
|         | Portrait            | Portrait de Francesco di Bordone                                                         | vers 1789 | huile sur toile                                         | 122 × 90 cm      | Musée                             | Musée de Capodimonte, Naples                                |
|         | Portrait            | Maria Cristina Teresa di Borbone principessa delle Due Sicile cueillant des roses        | 1790      | huile sur toile                                         | 123 × 91 cm      | Connaissance des Arts HS n° 686   | Musée de Capodimonte, Naples                                |
|         | Portrait            | Autoportrait en costume de voyage                                                        | 1790      | pastel sur deux feuilles de papier marouflées sur toile | 50 × 40 cm       | Connaissance des Arts HS n° 686   | Collection particulière                                     |
|         | Portrait            | Frederick Augustus Hervey 4ème comte de Bristol et évêque de Derry (1730-1803)           | 1790      | huile sur toile                                         | 100 × 75 cm      | National trust                    | House of Ickworth, Suffolk                                  |
|         | Portrait Mythologie | Emma, Lady Hamilton en Bacchante                                                         | 1790-1791 | huile sur toile                                         | 108 × 84 cm      | Musée                             | Liverpool, Lady Lever art Gallery                           |
|         | Portrait Mythologie | Étude de Lady Hamilton en Sybille de Cumes                                               | 1792      | huile sur toile                                         | 73 × 57 cm       | Metmuseum                         | Collection privée                                           |
|         | Portrait Mythologie | Portrait d'Anne Pitt en Hébé                                                             | 1792      | huile sur toile                                         | 140 × 99 cm      | Musée                             | Musée de l'Ermitage, Saint-Petersbourg                      |
|         | Portrait            | Marie Christine Thérèse de Bourbon                                                       | vers 1790 | huile sur panneau de bois                               | 37 × 27 cm       | Musée                             | musée du Prado, Madrid                                      |
|         | Portrait            | Ernestine-Frédérique, Princesse de Croy                                                  | vers 1790 | huile sur toile                                         | 74 × 60 cm ovale | Musée                             | Nationalmuseum, Stockholm                                   |
|         | Portrait            | Maria Luisa di Borbone Princesse des deux Siciles                                        | 1790      | huile sur toile                                         | 119 × 82 cm      | Metmuseum                         | Musée de Capodimonte, Naples                                |
|         | Portrait            | Autoportrait                                                                             | 1790-1791 | huile sur toile                                         | 100 × 81 cm      | Musée                             | Musée des Offices, Florence                                 |
|         | Portrait            | La Comtesse Skavronskaia                                                                 | 1790      | huile sur toile                                         | 135 × 95 cm      | Musée                             | musée Jacquemart-André, Paris                               |
|         | Portrait            | Portrait d'Yekaterina Vassilievna Skavronskaia Comtesse Litta                            | 1790      | huile sur toile                                         | 135 × 95 cm      | Catalogue SLAD                    | Collection privée Stair Sainty Gallery, Londres 2016        |
|         | Portrait            | Giovanni Paisiello                                                                       | 1791      | huile sur toile                                         | 131 × 98 cm      | Musée                             | musée national du château de Versailles                     |
|         | Portrait            | Comtesse Anna Potocka                                                                    | 1791      | huile sur toile                                         | 142 × 126 cm     | National trust                    | Collection privée                                           |
|         | Portrait            | Hyacinthe-Gabrielle Roland marquise Wellesley                                            | 1791      | huile sur toile                                         | 99 × 75 cm       | Musée                             | musée des beaux-arts de San Francisco                       |
|         | Portrait            | Madame Adélaïde de France                                                                | 1791      | huile sur toile                                         | 79 × 68 cm       | Musée                             | Musée Jeanne d'Aboville, La Fère                            |
|         | Portrait            | Madame Victoire de France                                                                | 1791      | huile sur toile                                         | 78 × 67 cm       | Metmuseum                         | Phoenix Art Museum, Arizona                                 |
|         | Portrait            | Julie Lebrun en baigneuse                                                                | 1792      | huile sur toile                                         | 73 × 55 cm       | Notice de prêt au MET             | Collection privée                                           |
|         | Portrait            | Isabella Teotochi Marini                                                                 | 1792      | huile sur papier montée sur toile                       | 48 × 35 cm       | Musée                             | musée d'art de Toledo                                       |
|         | Portrait            | Portrait de Margherita Porporati                                                         | 1792      | huile sur toile                                         | 49 × 35 cm       | Base Rmn                          | Turin, Galerie Sabauda                                      |
|         | Portrait            | Portrait d'Anna Pitt en Hébé                                                             | 1792      | huile sur toile                                         | 140 × 99 cm      | Musée                             | Musée de l'Ermitage, Saint-Petersbourg                      |
|         | Portrait            | Portrait de la comtesse Maria Theresia Bucquoi née Parr (1746-1818)                      | 1793      | huile sur toile                                         | 136 × 99 cm      | Musée                             | Minneapolis Institute of Art                                |
|         | Portrait mythologie | La Princesse du Liechtenstein épouse d'Alois Ier en Iris                                 | 1793      | huile sur toile                                         | 65 × 54 cm       | Metmuseum                         | Collection particulière                                     |
|         | Portrait mythologie | La Princesse Caroline du Liechtenstein née Comtesse von Manderscheid (1768-1831) en Iris | 1793      | huile sur toile                                         | 222 × 54 cm      | Musée                             | Musée Liechtenstein, Vienne                                 |
|         | Portrait            | La Princesse Hermenegilde Esterházy (1769–1845), née Liechtenstein, en Ariane à Naxos    | 1793      | huile sur toile                                         | 221 × 159 cm     | Musée Musée Liechtenstein, Vienne |                                                             |
|         | Portrait            | Portrait du comte Pavel Stroganov                                                        | vers 1790 | huile sur toile                                         | 28 × 35 cm       | Musée                             | Musée de l'Ermitage Saint-Petersbourg                       |
|         | Portrait            | Portrait du baron Grigory Strogsnov                                                      | 1793      | huile sur toile                                         | 92 × 66 cm       | Musée                             | Musée de l'Ermitage Saint-Petersbourg                       |
|         | Portrait            | Portrait du prince Adam Kazimierz Czartoryski (1734-1823)                                | 1793      | huile sur toile                                         | 100 × 77 cm      | Base Rkd                          | Collection privée                                           |
|         | Portrait            | Portrait de Theresia, Comtesse Kinský                                                    | 1793      | huile sur toile                                         | 137 × 100 cm     | Musée                             | Norton Simon Museum, Pasadena                               |
|         | Portrait            | Portrait du comte Grigory Chernyshev avec un masque à la main                            | 1793      | huile sur toile                                         | 56 × 44 cm       | Musée                             | Musée de l'Ermitage, Saint-Petersbourg                      |
|         | Portrait            | Portrait du comte Siemontkowsky Bystry                                                   | 1793      | huile sur toile                                         | 81 × 62 cm       | Catalogue Christie's              | Collection privée Vente Christie's 2016                     |
|         | Portrait            | Portrait de la Comtesse Siemontkowsky Bystry                                             | 1793      | huile sur toile                                         | 81 × 62 cm       | Catalogue Christie's              | Collection privée Vente Christie's 2016                     |
|         | Portrait            | Portrait de la Comtesse von Schönfeld avec sa fille                                      | 1793      | huile sur toile                                         | 136 × 99 cm      | Musée                             | University of Arizona, Museum of Art Tucson                 |
|         | Portrait            | Comtesse Pélagie Roza Potocka Sapieha                                                    | 1793-1794 | huile sur bois                                          | 18 × 15 cm       | Collection                        | Huntington Library, Art Collections San Marino (Californie) |
|         | Portrait            | Portrait de Pélagie Sapieżyna née Potocka                                                | 1794      | huile sur toile                                         | 139 × 100 cm     | Musée                             | château royal de Varsovie                                   |
|         | Portrait            | Portrait de la princesse Alexandra Golitsyna et de son fils Piotr                        | 1794      | huile sur toile                                         | 137 × 101 cm     | Musée                             | Musée Pouchkine, Moscou                                     |
|         | Portrait            | Duchesse de Guiche                                                                       |           | Pastel sur deux morceaux de papier transféré sur toile  | 80 × 64 cm       | Base Metmuseum                    | Collection Gramont                                          |
|         | Portrait            | Duchesse de Guiche                                                                       | 1794      | huile sur toile                                         | 57 × 46 cm       | Metmuseum                         | Collection particulière                                     |
|         | Autoportrait        | Portrait de l'artiste, en buste                                                          | 1794      | huile sur toile                                         | 64,3 × 52 cm     | Christie's                        | Collection particulière Vente Christie's 2017               |
|         | Portrait            | Portrait de la comtesse Urszula Potocka née Zamoyska (c. 1750-1808/16)                   |           | huile sur toile                                         | 68 × 53 cm ovale | Catalogue Christie's              | Collection privée Vente Christie's 2016                     |
|         | Portrait            | La Grande Duchesse Yelizaveta Alexeyevna                                                 | 1795      | huile sur toile                                         | 262 × 200 cm     | Musée                             | Musée de l'Ermitage, Saint-Petersbourg                      |
|         | Portrait            | La Princesse Yekaterina Nikolaevna Menshikova avec sa fille                              | 1795      | huile sur toile                                         | 140 × 102 cm     | Musée                             | Galerie nationale d'Arménie, Erevan                         |
|         | Portrait            | Portrait de la Comtesse Anna Stroganova avec son fils                                    | 1795-1801 | huile sur toile                                         | 90 × 73 cm       | Musée                             | Musée de l'Ermitage, Saint-Petersbourg                      |
|         | Portrait            | La Comtesse Catherine Vassilievna Skavronskaïa                                           | 1796      | huile sur toile                                         | 80 × 66 cm       | Base Joconde                      | Paris, musée du Louvre                                      |
|         | Portrait            | Portrait d’Anna Ivanovna Tolstoy (Baryatinskaya)                                         | 1796      | huile sur toile                                         | 136 × 102 cm     | Musée                             | Musée des beaux-arts du Canada, Ottawa                      |
|         | Portrait            | Portrait d'Alexandra et Elena de Russie filles de l'empereur Paul Ier                    | 1796      | huile sur toile                                         | 99 × 99 cm       | Musée                             | musée de l'Ermitage, Saint-Petersbourg                      |
|         | Portrait            | Portrait du comte Moritz de Fries au fond, on aperçoit un château                        | 1796      | pastel sur toile                                        | 56 × 46 cm       | Base Joconde                      | Département des Arts graphiques                             |
|         | Portrait            | Stanislas-Auguste Poniatowski roi de Pologne                                             | 1797      | huile sur toile                                         | 99 × 78 cm       | Musée                             | musée national du château de Versailles                     |
|         | Portrait            | Princesse Anna Alexandrovna Galitzine                                                    | vers 1797 | huile sur toile                                         | 136 × 100 cm     | Musée                             | Baltimore Museum of Art                                     |
|         | Portrait            | Ivan Ivanovich Chouvalov                                                                 | 1797-1800 | huile sur toile                                         | 84 × 61 cm       | Metmuseum                         | North Carolina Museum of Art, Raleigh                       |
|         | Portrait            | Portrait de E. I. Golenischeva-Koutouzova (1754 - 1824)                                  | 1797      | huile sur toile                                         | 80 × 67 cm       | Musée                             | Musée Pouchkine, Moscou                                     |
|         | Portrait            | La Princesse Natalia Ivanovna Kourakina, née Golovina                                    | 1797      | huile sur toile                                         | 33 × 28 in       | Musée                             | Utah Museum of Fine Arts Salt Lake City                     |
|         | Portrait            | Prince Alexandre Kourakine                                                               | 1797      | huile sur toile                                         | 96 × 76 cm       | Musée                             | Musée de l'Ermitage, Saint-Petersbourg                      |
|         | Portrait            | Portrait de jeune femme (Comtesse Worontzoff ?)                                          | 1797      | huile sur toile                                         | 82 × 70 cm       | Musée                             | musée des beaux-arts de Boston                              |
|         | Portrait            | Princesse Youssoupoff                                                                    | 1797      | huile sur toile                                         | 141 × 44 cm      | Musée                             | Tokyo Fuji Art Museum                                       |
|         | Portrait            | Elizabeth Marija Philippines Mniszech                                                    | 1797      | huile sur toile                                         | 48 × 104 cm      | Musée                             | Galerie nationale, Ljubljana                                |
|         | Portrait            | Portrait de la comtesse Golovina                                                         | 1797-1800 | huile sur toile                                         | 83 × 67 cm       | Musée                             | Barber Institute of Fine Arts, Birmingham                   |
|         | Portrait            | Portrait de la princesse Belozersky                                                      | 1798      | huile sur toile                                         | 79 × 67 cm       | Musée                             | National Museum of Women in the Arts Washington             |
|         | Portrait            | Portrait de la Grande Duchesse Elizabeth Alekseyevna                                     | 1798      | huile sur toile                                         | 80 × 65 cm       | Musée                             | Musée de l'Ermitage Saint-Petersbourg                       |
|         | Portrait            | Maria Feodorovna née Sophie-Dorothée de Wurtemberg                                       | 1799      | huile                                                   |                  |                                   | Peterhof, Saint-Petersbourg                                 |
|         | Portrait            | Princesse Eudocia Ivanovna Galitzine en Flore                                            | 1799      | huile sur toile                                         | 54 × 39 in       | Musée                             | Utah Museum of Fine Arts, Salt Lake City                    |
|         | Portrait            | Julie en Flore                                                                           | 1799      | huile sur toile                                         | 82 × 70 cm       | Musée                             | Museum of Fine Arts (St. Petersburg), Floride               |
|         | Portrait            | Varvara Ivanovna Ladomirsky                                                              | 1800      | huile sur toile                                         | 63 × 55 cm       | Musée                             | Columbus Museum of Art                                      |
|         | Portrait            | Portrait de la comtesse S.V. Stroganova avec son fils Alexandre                          | vers 1800 | huile sur toile                                         | 39 × 35 cm       | Musée                             | Columbus Museum of Art                                      |
|         | Portrait            | Autoportrait                                                                             | 1800      | huile sur toile                                         | 78 × 68 cm       | Musée                             | Musée de l'Ermitage, Saint-Petersbourg                      |
|         | Portrait            | Portrait par elle-même de profil                                                         | 1801      |                                                         |                  | Grand Palais                      | musée des Beaux-Arts de Rouen                               |
|         | Portrait            | La Princesse Radziwill (1781-1808)                                                       | 1800-1801 | pastel sur papier                                       | 46 × 34 cm       | Paris Musées                      | Musée des Beaux-Arts de la Ville de Paris                   |
|         | Portrait            | Princesse Antoni Henryk Radziwill                                                        | 1802      | huile sur toile                                         | 80 × 64 cm       | Metmuseum                         | Collection privée                                           |
|         | Portrait            | La Reine Louise de Prusse                                                                | 1801      | huile sur toile                                         |                  |                                   | Berlin, château de Charlottenburg                           |
|         | Portrait            | Louise de Mecklembourg-Strelitz Reine de Prusse                                          | 1802      | huile sur toile                                         | 100 × 83 cm      | Metmuseum                         | Château de Hohenzollern                                     |
|         | Portrait            | Portrait du prince Ivan Baryatinsky                                                      | 1802-1805 | huile sur toile                                         | 87 × 67 cm       | Musée                             | musée Pouchkine, Moscou                                     |
|         | Portrait            | Portrait d'Helena Radziwill née Przeździecka                                             | 1802-1805 | huile sur toile                                         | 84 × 74 cm       | Musée                             | musée national de Varsovie                                  |

## Entre Paris et Londres et la Suisse (1802-1809)
| Tableau | Type     | Titre                                                                                      | Date           | Technique                 | Dimensions   | Référence                                                                             | Lieu de conservation                            |
| ------- | -------- | ------------------------------------------------------------------------------------------ | -------------- | ------------------------- | ------------ | ------------------------------------------------------------------------------------- | ----------------------------------------------- |
|         | Portrait | Portrait de femme                                                                          | 1803           | huile sur toile           | 91 × 71 cm   | Musée                                                                                 | National Museum of Women in the Arts Washington |
|         | Portrait | Mrs William Basset Chinnery née Margaret Trevelian                                         | 1803           | huile sur toile           | 91 × 71 cm   | Musée                                                                                 | Musée d'Art de l'université de l'Indiana        |
|         | Portrait | Arabella Diana Cope duchesse du Dorset (1769-1825)                                         | 1803           | huile sur toile           | 75 × 62 cm   | National trust                                                                        | Knole, Kent                                     |
|         | Portrait | Portrait de Giuseppina Grassini                                                            | 1803           | huile sur toile           | 80 × 63,5 cm | Musée Calvet                                                                          | Avignon, musée Calvet, Inv. 998.3               |
|         | Portrait | Portrait de Mme Spencer Perceval, née Jane Wilson                                          | 1804           | pastel sur papier         | 48 × 37,5 cm | Vente Sotheby's, Master Paintings Evening Sale (New York, 30 janvier 2019), lot no 51 | Collection privée                               |
|         | Portrait | Giuseppina Grassini dans le rôle de Zaïre                                                  | 1805           | huile sur toile           | 133 × 99 cm  | Base Joconde                                                                          | musée des beaux-arts de Rouen                   |
|         | Portrait | Angelica Catalani répétant un air                                                          | 1806           | huile                     | 128 × 94 cm  | Base Akg                                                                              | Archangelsk, Musej (Castle Museum)              |
|         | Portrait | Portrait de Corisande de Gramont Comtesse de Tankerville                                   | mariée en 1806 | Pastel                    | 46 × 34 cm   | Catalogue Bonhans                                                                     | Collection privée Vente Bonhams 2009            |
|         | Portrait | Marie-Annuciade-Caroline Bonaparte reine de Naples, avec sa fille Laetitia-Joséphine Murat | 1807           | huile sur toile           | 216 × 143 cm | Musée                                                                                 | musée national du château de Versailles         |
|         | Paysage  | Le Dôme du Mont-Blanc et l'Aiguille du Gouté près de la Vallée de Chamonix                 | 1807-1809      | pastel sur papier         | 51 × 68 cm   | Base Joconde                                                                          | musée des beaux-arts de Chambéry                |
|         | Portrait | Portrait d'Helena Apolonia Potocka née Massalska                                           | 1808           | huile sur panneau de bois | 81 × 46 cm   | Musée                                                                                 | musée national de Varsovie                      |

## Le retour en France
| Tableau | Type                | Titre                                                                          | Date        | Technique       | Dimensions   | Référence             | Lieu de conservation                             |
| ------- | ------------------- | ------------------------------------------------------------------------------ | ----------- | --------------- | ------------ | --------------------- | ------------------------------------------------ |
|         | Scène de genre      | La Fête des bergers à Unspunnen le 17 août 1808                                | 1808-1809   | huile sur toile | 84 × 114 cm  | Video du Musée        | Musée des Beaux-Arts de Berne                    |
|         | Portrait            | Portrait de Germaine de Staël en Corinne au Cap Misène                         | 1809        | huile sur toile | 140 × 118 cm | Musée                 | Musée d'art et d'histoire de Genève              |
|         | Portrait            | Portrait de Fanny Biron princesse de Courlande                                 | 1810        | huile sur toile | 82 × 66 cm   |                       | Musée national de Wrocław                        |
|         | Portrait            | Portrait d'une jeune femme en Flore                                            | 1811        | huile sur toile | 72 × 60 cm   |                       | Nationalmuseum, Stockholm                        |
|         | Portrait            | Génie d'Alexandre I                                                            | 1814        | huile sur toile | 110 × 84 cm  | Musée                 | Musée de l'Ermitage Saint-Petersbourg            |
|         | Portrait            | Baronne de Thellusson                                                          | vers 1814   | huile sur toile | 78 × 63 cm   | Metmuseum             | Collection privée                                |
|         | Portrait            | Portrait d'un jeune garçon                                                     | 1817-1818   | huile sur toile | 18 × 22 in   | Google arts           | National Museum of Women in the Arts, Washington |
|         | Portrait            | Portrait de Tatyana Borisovna Potemkina (en) (1797–1869)                       | 1820        | huile sur toile | 109 × 83 cm  | Catalogue Christie's  | Collection privée Vente Christie's 2018          |
|         | Peinture religieuse | Sainte Geneviève                                                               | 1821        | huile sur toile | 152 × 105 cm | [ 2 ]                 | Musée du domaine royal de Marly                  |
|         | Portrait            | La Duchesse de Berry en robe de velours bleue                                  | 1824        | huile sur toile | 100 × 75 cm  | Notice de prêt au MET | Collection privée                                |
|         | Portrait            | Aglæ Gabrielle de Gramont (1787-1842) femme du général russe Alexandre Davydov | 1824 (vers) | huile sur toile | 83 × 66 cm   | Catalogue Sotheby's   | Collection privée Vente Sotheby's 2014           |
|         | Portrait            | Portrait de femme                                                              | 1831        | huile sur toile | 80 × 65 cm   | Musée                 | Musée de l'Ermitage, Saint-Petersbourg           |